# Whale Rider
Whale Rider ist ein deutsch-neuseeländischer Film von Niki Caro aus dem Jahr 2002. Er handelt von einem zwölfjährigen Mädchen, welches sich innerhalb der Māori-Traditionen emanzipiert. Der Film basiert auf einem Buch von Witi Ihimaera.

## Handlung
Nach einer Māori-Sage kam vor tausenden Jahren der Urahn Paikea auf einem Wal reitend an die neuseeländische Küste und gründete das Dorf Whangara. Seitdem trägt das Oberhaupt des Stammes den Namen Paikea und vererbt diesen an den Erstgeborenen der männlichen Nachkommen.
Nun soll in einer Maori-Familie ein neuer männlicher Nachfahre geboren werden. Doch die Geburt geht schief: Die Mutter bekommt Zwillinge, allerdings sterben die Mutter und der männliche Zwilling dabei. Nur der weibliche Zwilling überlebt. Dennoch benennt der Vater Porourangi seine Tochter Paikea, sehr zum Ärger des Großvaters und Dorfchefs Koro, dem bewusst ist, dass dies gegen die Maori-Tradition verstößt, da der Titel nur vom erstgeborenen männlichen Nachkommen getragen werden darf.
Das Mädchen wächst bei seinen Großeltern Koro und Flowers auf und wird Pai gerufen. „Koro“ ist die Māori-Bezeichnung für einen Älteren, demgegenüber man Respekt zu zollen hat. Trotz der offensichtlich guten Beziehung zwischen Pai und Koro kann dieser sie jedoch nicht als zukünftiges neues Oberhaupt ihres Stammes akzeptieren, weil sie kein Junge ist. Die Großeltern ermuntern ihren Sohn, erneut zu heiraten und einen männlichen Nachfahren zu zeugen. Der scheint zuerst kein Interesse zu haben, doch zufällig kommt heraus, dass er mit einer Frau in Deutschland eine Beziehung hat, und sie nun schwanger ist. Die Frau möchte allerdings nicht nach Neuseeland ziehen, da sie ihren Job und ihre Familie in Deutschland behalten will. Die Großeltern scheinen verzweifelt, und der Großvater Koro beginnt, mehr und mehr offen seinen Frust und seine Enttäuschung an Pai auszuleben. Sie erträgt die schroffe Behandlung geduldig, da sie unbewusst versteht, dass der Frust des Großvaters nicht ihr persönlich gilt, sondern dem scheinbar fehlenden „echten“ Paikea, dem männlichen Nachkommen.
Indem der Großvater Koro die heranwachsenden Jungen des Dorfes in alten Māori-Bräuchen unterrichtet und sie trainiert, hofft er, einen geeigneten und mutigen Nachfolger zu finden. Pai möchte auch trainieren, da sie jedoch ein Mädchen ist, wird sie von ihrem Großvater Koro weggeschickt. Bald danach findet sie jedoch heraus, dass der Bruder ihres Vaters in jungen Jahren ein sehr guter Maori-Kämpfer war und sogar Preise gewann. Mit seiner Hilfe beginnt die zwölfjährige Pai ein eigenständiges Training und stellt sich damit ihrem Großvater und der alten Tradition entgegen.
Die kampftrainierten Dorfjungen bekommen vom Dorfältesten Koro die Aufgabe, nach einem speziellen Walzahn zu tauchen, um dadurch zu zeigen, dass einer von ihnen ein echter mutiger Kämpfer und Paikea ist, jedoch kann keiner der Jungen die Aufgabe erfolgreich lösen. Koro ist darüber bitter enttäuscht und zieht sich depressiv aus dem Leben zurück. Später bittet Pai ihren Onkel, ihr die Stelle im Meer mit dem Walzahn zu zeigen. Pai gelingt es, sie bringt den Walzahn an die Oberfläche. Dem Onkel, der Großmutter und allen Zuschauern wird dabei klar, dass Pai wahrhaftig den Titel Paikea verdient, auch wenn sie ein Mädchen ist. Am Ende reitet sie als „Kahutia Te Rangi“ (dt.: „Kahutia, die Himmlische“) einen gestrandeten Wal zurück ins Meer. Paikea kommt dabei fast ums Leben. Dadurch und mit dem Auffinden des Walzahns erreicht Paikea schließlich die Akzeptanz durch ihren Großvater Koro.

## Hintergrund
Der Film zeichnet ein Porträt der Zerrissenheit zwischen Māori-Traditionen und dem modernen Neuseeland, der viele Māori, insbesondere ältere, hilflos ausgeliefert sind. Koro, der Ältere, der Großvater, hält zwanghaft, fast verzweifelt an den alten Sitten und Gebräuchen fest. Dadurch isoliert er sich selbst in seiner Māori-Gemeinde und fühlt sich missverstanden, wo doch einem Koro keinesfalls widersprochen wird (in den alten Traditionen wurde dies massiv bestraft). Dagegen hat sich sein Sohn der modernen Welt zugewandt: Er lebt als Künstler in Deutschland und hat hierfür selbst seine Tochter in Neuseeland zurückgelassen, was in der traditionellen Welt der Māori, in der Familie praktisch über allem steht, unvorstellbar ist.

## Rezeption

### Kritiken

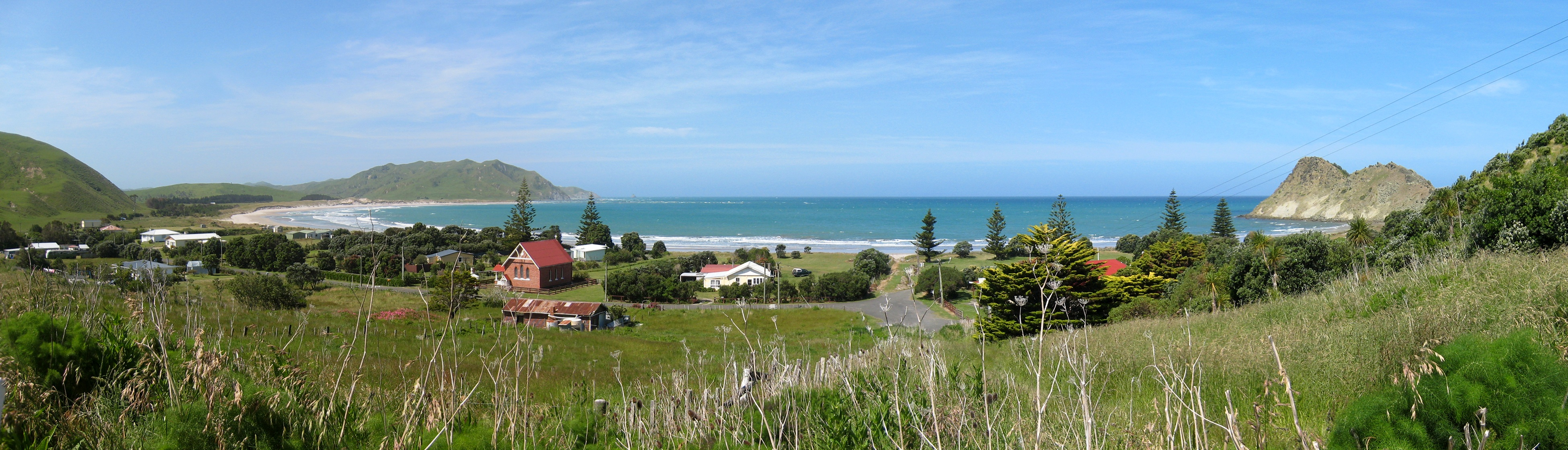
Panorama von Whangara, Drehort von „Whale Rider“

Eine wunderschöne, in traumhaften Bildern eingefangene Geschichte, die sowohl die Lebendigkeit von Traditionen und Legenden als auch die zunehmend prägende aktuelle Lebenswirklichkeit sowie die emanzipatorischen Bestrebungen der nachwachsenden Māori-Generationen überzeugend darstellt.
(Quelle: film-dienst)
Malerisch und plastisch fotografiert, ist Whale Rider Kulturexpedition, Familien- und Emanzipationsdrama … Keisha Castle-Hughes ist eine Entdeckung wie einst die junge Winona Ryder.
(Quelle: kino.de)
Whale Rider überzeugt gerade durch seinen märchenhaft-mystischen Charme, ohne dabei in Folklore-Kitsch abzudriften. Seine Botschaft lautet: Die moderne Welt würde ihre Seele verlieren, wenn sie sich der Traditionen nicht vergewissert.
(Quelle: Filmecho)

### Auszeichnungen
Neben einer Oscar-Nominierung in der Kategorie Beste weibliche Darstellerin für Keisha Castle-Hughes gab es für den Film Auszeichnungen beim Toronto International Film Festival, beim Sundance Film Festival (Publikumspreis) und beim International Film Festival Rotterdam. Der Film wurde zudem 2003 mit dem Environmental Media Award ausgezeichnet.

## Audiodeskription
Für Fernsehausstrahlungen erstellte Arte im Jahr 2007 eine Hörfilmfassung mit Jan Gebauer als Sprecher.
2008 wurde diese Bildbeschreibung für den deutschen Hörfilmpreis nominiert.